# Tikkurila (stacja kolejowa)
Tikkurila – stacja kolejowa w Tikkurila, dzielnicy Vantaa, w prowincji Finlandia Południowa, w Finlandii. Stacja posiada 4 perony.
Do 2015 roku, kiedy otwarto kolejową obwodnicę Helsinek, Tikkurila była główną stacją obsługującą pasażerów lotniska Helsinki-Vantaa. Stacja znajduje się około 5 km od niego i posiada połączenia autobusowe.